# 托马什·苏罗维
托马什·苏罗维（1981年9月24日—），斯洛伐克男子冰球运动员。他曾代表斯洛伐克参加2006年、2014年和2018年冬季奥林匹克运动会冰球比赛，最好名次为2006年冬季奥运会的第五名。